# Linton Hope
Linton Hope (Macclesfield, 18 april 1863 - Midhurst, 20 december 1920) was een Brits zeiler.
Hope won tijdens de Olympische Zomerspelen 1900 de titel in de ½-1 ton klasse en de open klasse.

## Resultaten

### Olympische Zomerspelen
| Jaar | Plaats | Resultaten                        |
| ---- | ------ | --------------------------------- |
| 1900 | Parijs | ½-1 ton wedstrijd 1 · open klasse |